# Josef Klečák
Josef Klečák, (5. října 1872 Praha – 1. září 1938 Libeň), byl český a československý politik, jeden ze zakladatelů národně sociální strany a senátor Národního shromáždění ČSR za Československou stranu socialistickou (dříve národní sociálové, později národní socialisté).

## Biografie
Roku 1897 Josef Václav Klečák a Alois Simonides založili Českou stranu národně sociální jako nový politický proud kombinující sociální prvky a nacionalismus. Hned na druhé schůzi nově založené strany v dubnu 1897 Klečák navrhl, aby byl vydáván vlastní denní tisk, čtrnáctideník s názvem Český dělník. Klečák se Simonidesem v této první fázi straně předsedali, v roce 1899 je ve funkci předsedy nahradil Václav Klofáč.
V parlamentních volbách v roce 1920 získal senátorské křeslo v Národním shromáždění. Mandát obhájil v parlamentních volbách v roce 1925.
Povoláním byl úředníkem nemocenské pokladny a starostou v Bubenči. V roce 1924 se uvádí jako ředitel okresní nemocenské pokladny na Smíchově, starosta města Bubenče a starosta českého ústředí nemocenských pokladen v Praze.
Zemřel 1. září 1938 v nemocnici na Bulovce.